# Poa imperialis
Poa imperialis är en gräsart som beskrevs av Norman Loftus Bor. Poa imperialis ingår i släktet gröen, och familjen gräs. Inga underarter finns listade i Catalogue of Life.